# Heinz Wenke
Heinz Wenke (* 30. September 1936 in Wesermünde; † 2009 (2008 ?) in Bremerhaven) war ein Politiker aus Bremerhaven (SPD) und Mitglied der Bremischen Bürgerschaft. 

## Biografie
Wenke war als Angestellter in Bremerhaven tätig.

### Politik
Wenke war seit 1969 Mitglied der SPD in Bremerhaven. Er war Mitglied im Bremer Landesvorstand der Arbeitsgemeinschaft für Arbeit (AfA) und in vielen Funktionen für die SPD aktiv, insbesondere in Arbeitnehmerfragen. Wenke war Mitglied des AfA Bundesvorstandes unter Rudolf Dreßler. 1996 baute er Ingo Löhmann zu seinem Nachfolger auf. Wenke war Betriebsratsvorsitzender der Weserport Bremerhaven und Mitglied im Gesamtbetriebsrat der Klöckner AG Duisburg sowie Mitglied im Klöckner Aufsichtsrat.
Von 1983 bis 1999 war er 16 Jahre lang Mitglied der Bremischen Bürgerschaft und in verschiedenen Deputationen und Ausschüssen der Bürgerschaft tätig.